# Kermis

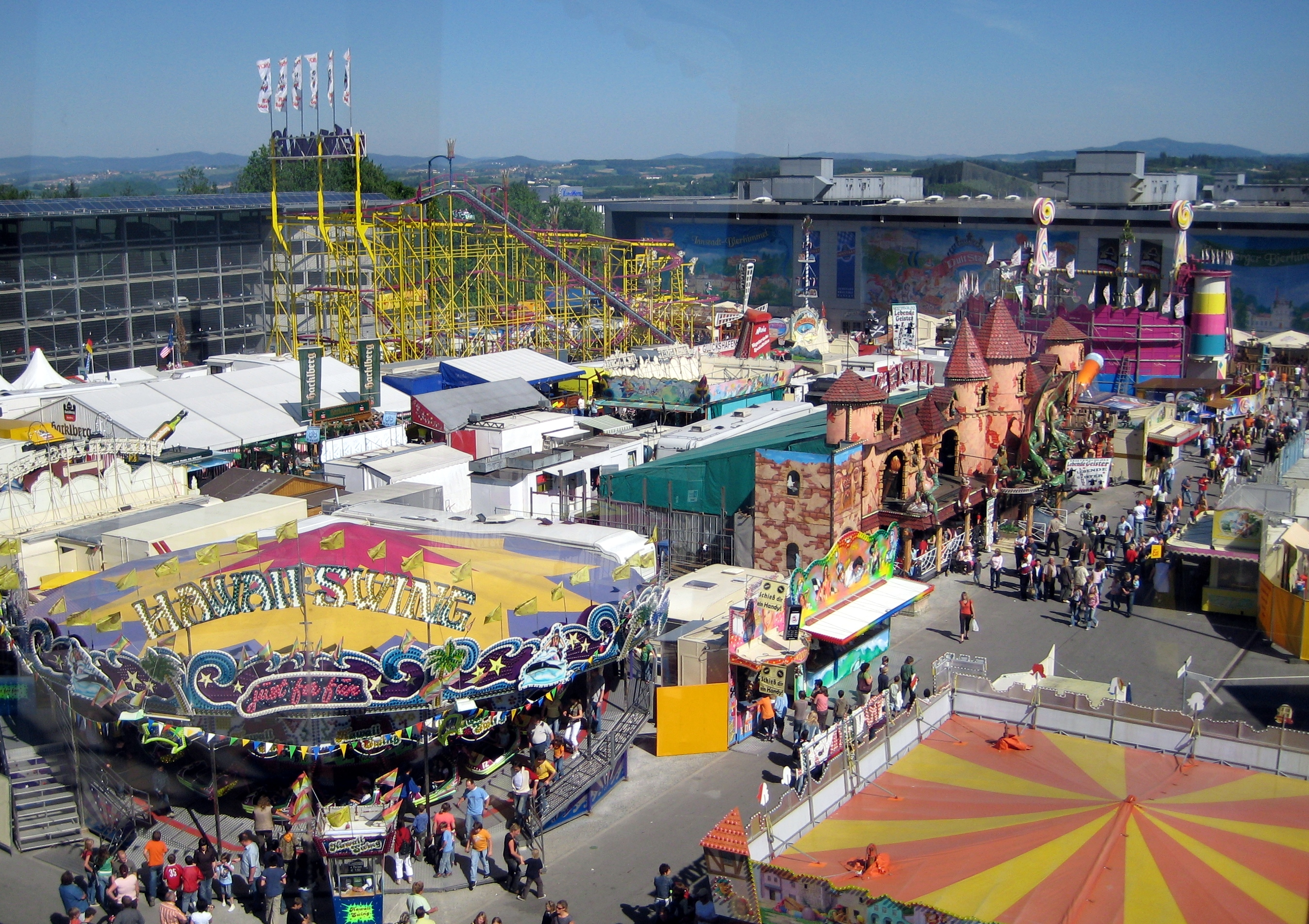
Kermis in Passau.

Een kermis of foor (Belgisch-Nederlands) is een verzameling rondtrekkende attracties en kramen in de openlucht ter vermaak.
De kermis wordt gedurende enkele dagen, een week of nog langer gehouden (de Schueberfouer te Luxemburg duurt enkele weken). In het verleden was de kermis een van de weinige uitgaansmogelijkheden. De Tilburgse Kermis is uitgegroeid tot de grootste kermis van de Benelux. De kermiscultuur in België en Frankrijk werd in 2024 door Unesco erkend als immaterieel  cultureel erfgoed.

## Geschiedenis

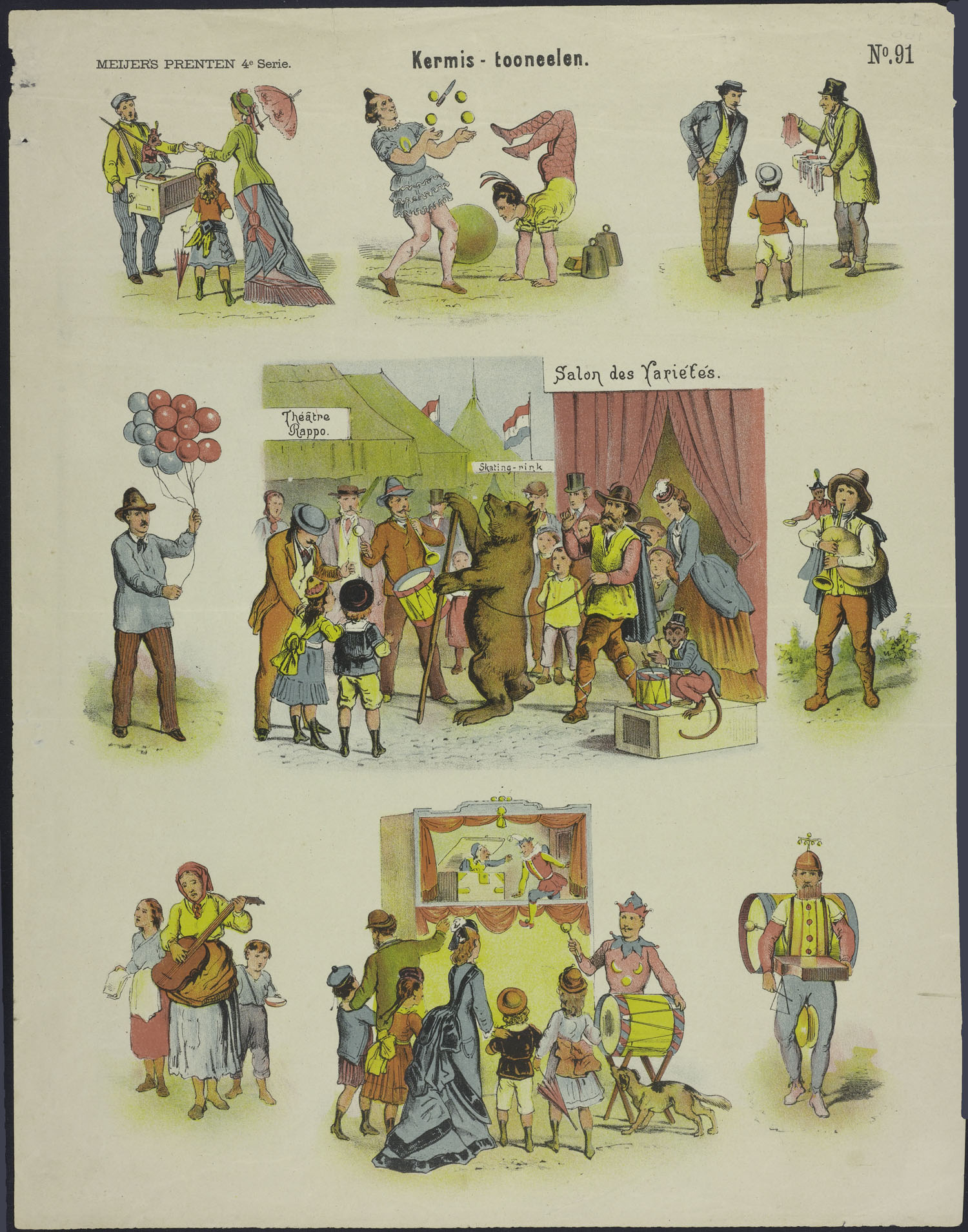
Kermistaferelen op een centsprent (rond 1800), o.a.: een dansende beer, een aap, jongleurs, ballonnenverkoper, een doedelzakspeler, poppenkast met Jan Klaassen en Katrijn en een eenmansorkest.

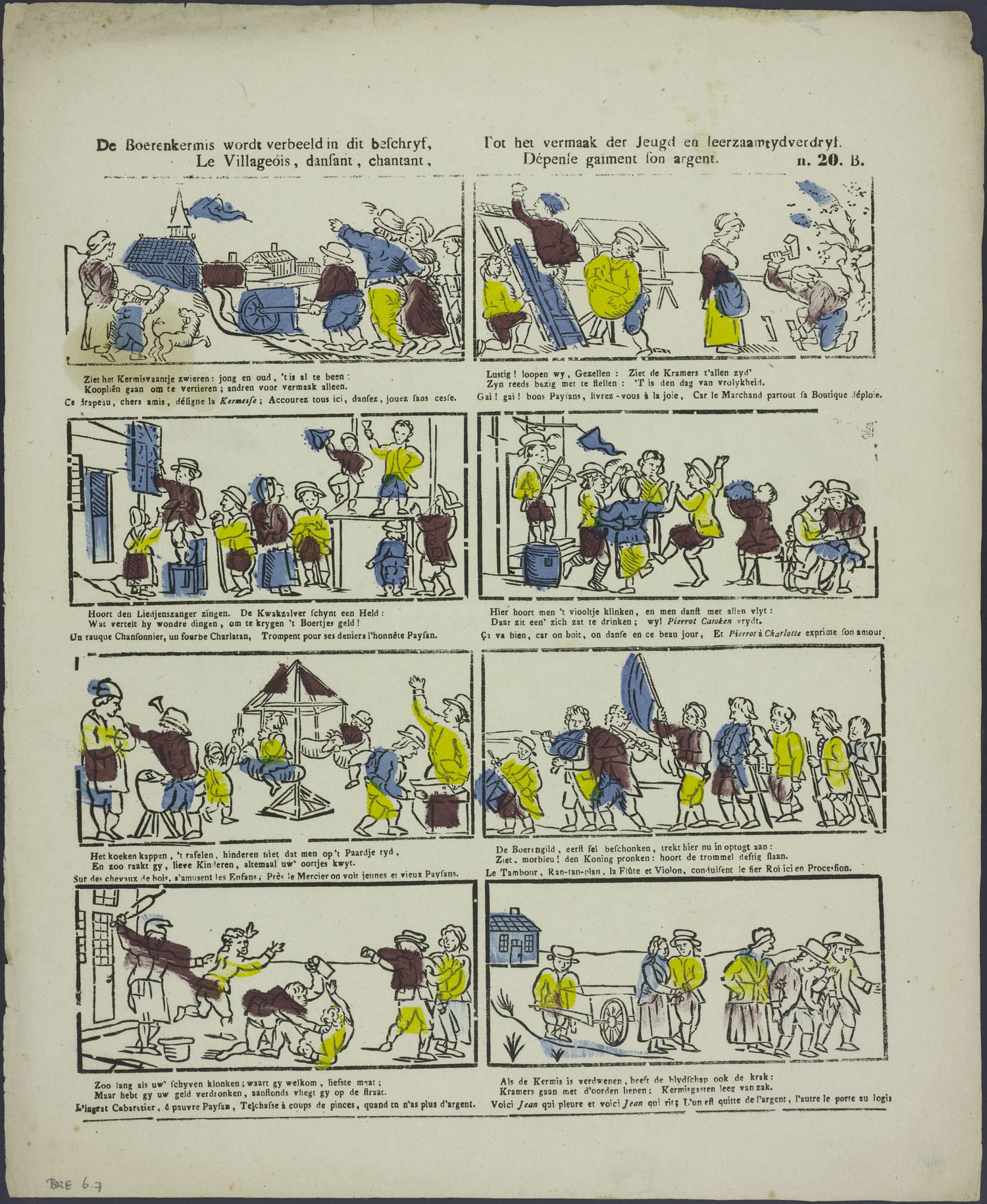
Een boerenkermis op een negentiende-eeuwse centsprent, o.a.: op weg naar de kermis, kramen opzetten, straatzanger en kwakzalver, drinken, dansen, koekhappen en in de draaimolen draaien, en een optocht van het boerengilde.

Van oorsprong is een kermis een jaarmarkt ter gelegenheid van de kerkwijding of een andere feestdag van de parochiekerk van een plaats. Het woord kermis vormt een verbastering van kerkmis of kerke-misse (het Duitse woord Messe voor een handelsbeurs heeft dezelfde oorsprong). Op die dag stroomde het volk samen om de patroonheilige te vereren en om zich te vermaken. In stedelijke gebieden verloor de kermis vaak zijn band met het religieuze feest dat eraan ten grondslag lag, maar in dorpen gaan beide soms nog hand in hand en gaat er op de wijdingsdag een processie uit.
In Nederland zijn de oudste kermissen gehouden in Wijk bij Duurstede; de eerste vermelding van een kermis aldaar dateert van 26 juni 1023, de dag dat de Sint Maartenskerk werd gewijd. Vermoedelijk enige tijd later werd ook in Utrecht een kermis gehouden. In plaatsen met een oude kermistraditie vinden er rond het kermisgebeuren ook andere evenementen plaats, zoals in Huissen op de donderdag voorafgaand aan kermis het vleiskeuren. De lokale slagers geven dan gelegenheid tot het proeven van vlees. Van oorsprong was het vleiskeuren ook gericht op het ontmoeten van jongens en meisjes, die daarna gezamenlijk kermis gingen vieren.
Tot begin 1900 kwamen kermisexploitanten meestal niet verder dan hun eigen provincie. De wegen waren te slecht om lange reizen te kunnen maken. Veel attracties werden met paard en wagen vervoerd. De grotere attracties gingen vaak per schip, er moest dan nog op karren worden overgeladen om het kermisterrein te bereiken.

### Kermis en maatschappij
Tussen de kermis enerzijds en maatschappelijke organisaties anderzijds heeft veelal een soort haat-liefdeverhouding bestaan. Kritiek op kermissen bestaat eruit, dat er te veel alcoholische drank wordt gedronken, dat er wordt gevochten, dat er wordt gegokt en dat mensen zich er anderszins immoreel gedragen. Dit gold overigens evenzeer voor het verleden: met geld op zak kermis vieren na een jaar hard werken leidde in combinatie met alcoholgebruik tot losbandig en immoreel gedrag. De kritiek gold tevens voor erotisch getinte of zelfs ronduit seksuele opvoeringen in afgesloten tenten, 'hoochie-coochie-tenten'. Ook bepaalde attracties zag men als omstreden, zoals weddenschappen en gokspelen, en kwelspelen, waarin dieren onwaardig werden behandeld. De kermis werd met name door de hogere burgerij gezien als onbeschaafd en een bron van moreel verval.
Bekend in dit verband zijn de Hoveniersmaandag en Boerenzaterdag, maatregelen die stadsbesturen en gilden namen om het kermisbezoek te ontmoedigen. Ook de stadsbesturen lieten zich niet onbetuigd, hiertoe aangemoedigd door petities van de gegoede burgerij. In de 19e eeuw werden door steden maatregelen tegen kermissen genomen, bijvoorbeeld door ze te beperken of af te schaffen. Dit leidde tot maatschappelijk onbegrip van het volk: de hogere burgerij had volgens hen geld om het hele jaar plezier te maken en hen werd de enige uitgaansmogelijkheid ontzegd. In Amsterdam leidde dit tot het bekende Kermisoproer, maar ook in andere steden braken kermisoproeren en protesten uit.

### Hoveniersmaandag
Hoveniersmaandag was traditioneel de dag, waarop meiden en knechten van de tuinderijen rond Utrecht hun jaarloon kregen uitbetaald. Een jaar lang ploeteren en dan met flink geld op zak 'kermis vieren' leidde tot 'ruige' taferelen met ongekende gulzigheid. Dit gedrag leidde in Nederland, dat in de negentiende eeuw in de ban was geraakt van een 'beschavingsoffensief', tot ontzetting: de kermis is onzedelijk, woest en onbeschaafd. Ook in Utrecht werd het stadsbestuur bewerkt met petities om de oude jaarmarkt-kermis af te schaffen. Het College van Regenten van het St. Eloyen Gasthuis achtte het raadzaam om de broeders op de avond van de beruchte Hoveniersmaandag, de derde maandag in juli, van de kermis weg te houden. De broeders werden die bewuste avond onthaald op een feestelijke maaltijd in het Gasthuis aan de Boterstraat, een maaltijd met biefstuk, brood, wafels en bier. Deze maaltijd groeide uit tot een traditie die tot op de dag van vandaag in ere wordt gehouden.

## Exploitanten
Een kermisexploitant of kermisreiziger, door burgers ook wel spullenbaas genoemd, heet in Vlaanderen foorkramer of voyageur. In het Verenigd Koninkrijk en in de Verenigde Staten heet hij een showman. Exploitanten woonden vaak in de attractie of de pakwagen. Rond 1900 kwam de woonwagen meer algemeen in gebruik. Een gezin van soms meer dan tien personen had dan een wagen van zes of zeven meter lang om in te wonen. Niet alle exploitanten hadden een vast woonhuis, maar woonden ook 's winters in hun woonwagen.
De kermisbranche is een hechte gemeenschap van vrije ondernemers, de kermisexploitanten. Vaak zijn dat families die al generaties lang op de kermis staan. Kinderen van kermisexploitanten trouwen van oudsher met elkaar. Deze bruiloften waren, en zijn anno 2016 nog steeds, grote feesten die massaal worden bezocht. Een gemiddelde bruiloft telt zo'n 500 genodigden. Op deze bijeenkomsten ontstaan nieuwe relaties en worden zaken gedaan.

### Onderwijs aan kermiskinderen
Tot na de Tweede Wereldoorlog waren er in Nederland geen speciale voorzieningen voor onderwijs aan kermiskinderen. Sommigen gingen net als de schipperskinderen naar een internaat, of bleven als hun ouders vertrokken achter in hun woonplaats, bij familie of "in de kost" bij kennissen. Voor secundair onderwijs waren dit de enige mogelijkheden. Anderen, die meegingen "op reis", waren 's zomers aangewezen op onderwijs door hun ouders, of stapten in elke plaats waar zij kwamen naar een plaatselijke school met het verzoek daar enkele dagen de lessen te mogen volgen.
In 1955 werd de Rijdende school opgericht. Aanvankelijk met slechts één wagen, die uiteraard maar op een kermis tegelijk kon staan, waardoor het geboden onderwijs een incidenteel karakter had. Door het groter aantal schoolwagens (2010: 14) en de mogelijkheden van "onderwijs op afstand" kan de Rijdende School nu continuïteit bieden.
Ook in België is in 2006 een soortgelijke school opgericht, onder de naam "De Carroussel". Hierbij is het Nederlandse model als voorbeeld genomen. Het Belgische initiatief heeft op zijn beurt de aandacht getrokken in Luxemburg, waar men nu soortgelijke plannen heeft.

## Exploitatie in Nederland
Kermissen worden georganiseerd door de gemeenten. Meestal wordt dit uitgevoerd door de ambtelijke organisatie, maar ook wordt hiervoor wel een gespecialiseerd bureau ingeschakeld.
Welke kermisexploitanten een standplaats krijgen op een kermis wordt bepaald door een zogenoemde "verpachting". De organisator plaatst een advertentie in de vakbladen, waarin wordt medegedeeld wanneer er in die plaats een kermis georganiseerd zal worden, en dat er tot een bepaalde datum geboden kan worden op de standplaatsen. De exploitanten die een standplaats ambiëren sturen dan hun biedingen in, die door de organisator ongeopend bewaard worden. Na het verstrijken van de biedtermijn worden op een openbare zitting al deze "inschrijvingen" geopend en voorgelezen. In principe wordt elke standplaats toegewezen ("gegund") aan de hoogste bieder voor die plaats.
Vooral sinds de Tweede Wereldoorlog heeft deze "openbare verpachting" steeds meer de "gesloten" (of "onderhandse") verpachting verdrongen, waarbij de inschrijvingen niet openbaar gemaakt werden en de organisator de standplaatsen naar eigen voorkeuren kon toewijzen.
De eerste advertenties (voor de voorjaarskermissen) verschijnen kort na nieuwjaar in de vakbladen. Voor een kermisexploitant breekt een tijd aan waarin keuzes gemaakt en beslissingen genomen moeten worden, die bepalend zijn voor zijn mogelijkheden dit jaar de kost te verdienen. Tegen de tijd dat de eerste kermissen beginnen zijn de meeste verpachtingen al voorbij, en is dus zijn route voor dat jaar grotendeels bekend.

## Attracties

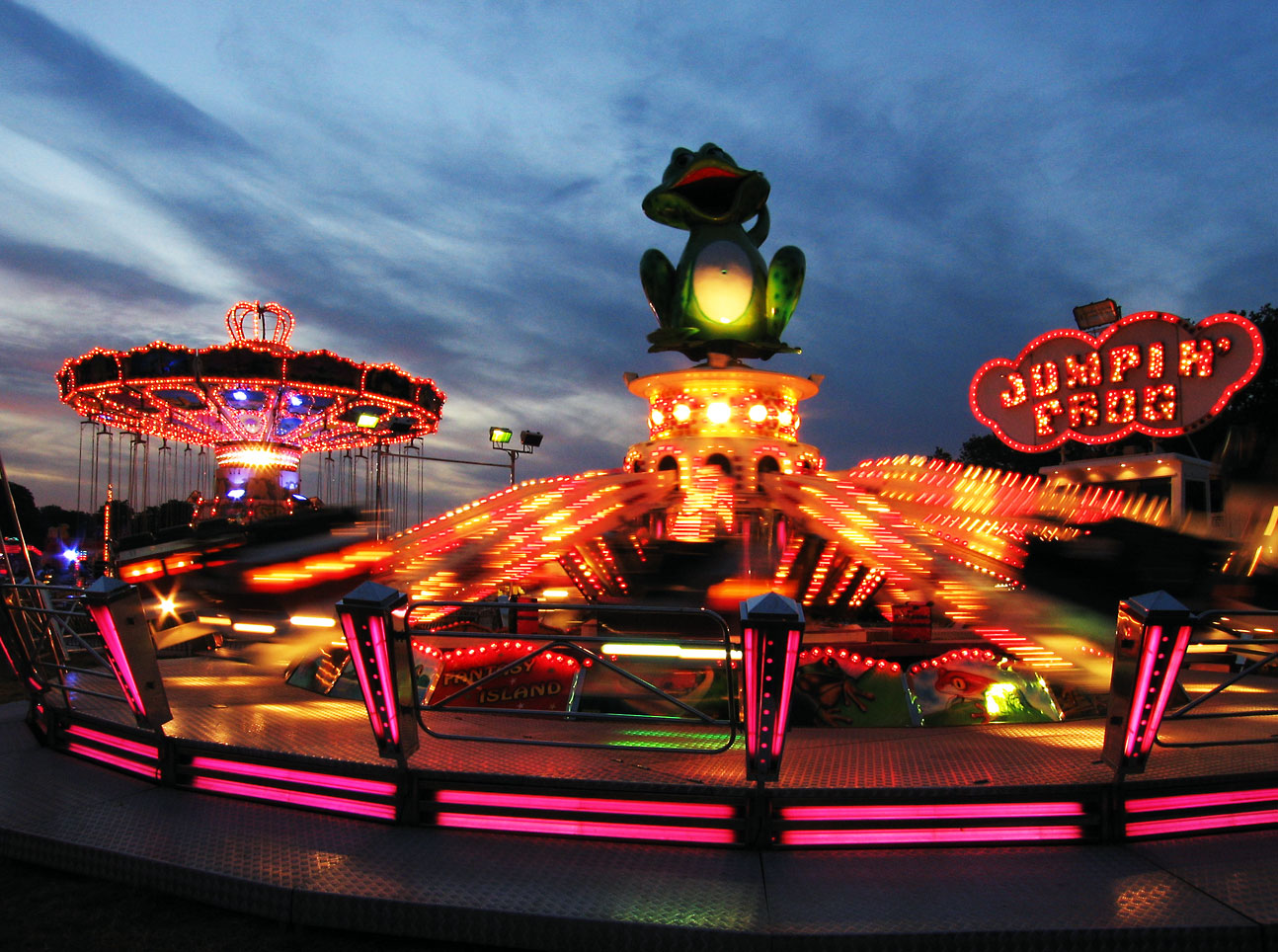
Verlichte attractie Jumpin' Frog bij avond

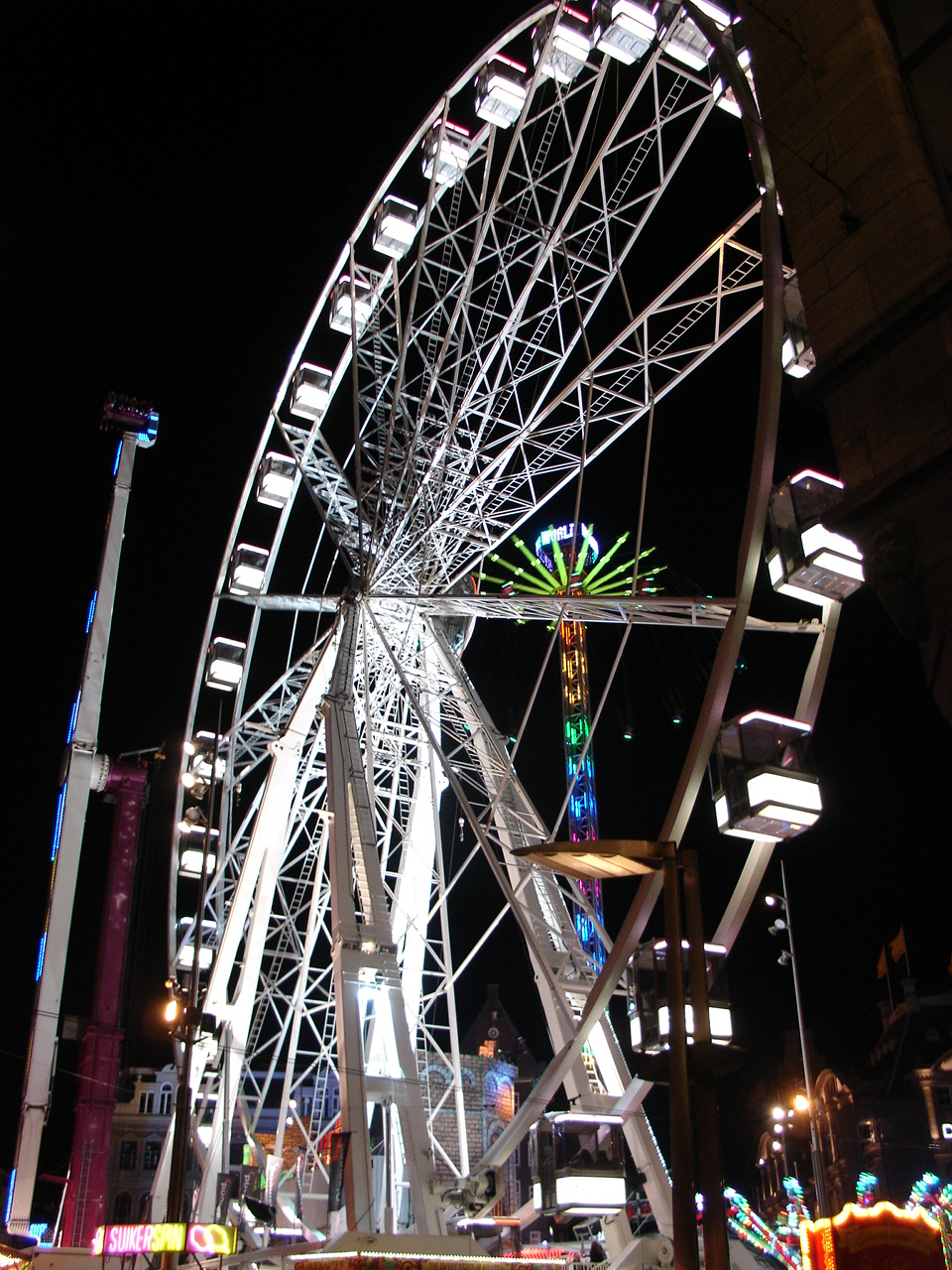
Reuzenrad op de Dam in Amsterdam

Een kermisattractie wordt in Nederland door exploitanten een zaak genoemd, of soms ook wel spul; in Vlaanderen een stiel. Er zijn verschillende soorten attracties:
- De draaimolens, rupsbanen, botsauto's en spookhuizen⁣, maar ook schommels zoals de frisbee, een schommelende klepel met daaraan draaiende gondels, de Breakdance, afgeleid van de Calypso, de Triprides, de Boosters en de Capriolo's. Van deze attracties bestaan er verschillende typen, gemaakt door verschillende attractiebouwers. Enkele voorbeelden hiervan zijn: Mondial Rides, KMG, Far Fabbri en Zamperla en HUSS Park Attractions. Sommige van deze attracties zijn gericht op kleine kinderen, andere op een ouder publiek.
- Andere attracties zijn gokspellen en spelletjes waar behendigheid een rol speelt. Daaronder vallen de gokautomaten, schiettenten, hijskraanautomaten (Lucky Cranes), Lijntrek en het eendjes vissen (Lucky Duck). Bij deze spelletjes zijn vaak prijzen te winnen. Daarnaast zijn er soms ook arcadespellen die alleen voor het plezier gespeeld worden.
- Er zijn attracties waar zoetigheden worden verkocht. De suikerspin en zuurstokken zijn bekend snoepgoed op de kermis. Verder staan er doorgaans ook een gebakkraam (voor oliebollen en appelbeignets), een snackkar en een ijscokar, en soms een vis- of palingkraam. In Antwerpen en Luik zijn ook de lacquemants heel bekend.
- Verder zijn er op grotere kermissen poffertjeskramen, kroegen en restaurants.

## Veiligheid
In veel landen moeten kermisattracties waarin deelnemers plaatsnemen aan veiligheidseisen voldoen en worden er regelmatig inspecties uitgevoerd. Attracties die na zo'n inspectie niet veilig genoeg blijken te zijn dienen direct te worden gesloten, zodat ze kunnen worden aangepast. Pas als bij een nieuwe inspectie de attractie wel wordt goedgekeurd, mag deze weer worden geopend.
Op 4 augustus 2007 deed zich op een kermis te Saint-Germain-en-Laye in Frankrijk een ernstig ongeluk voor. Een arm van de Booster brak af, waardoor het daaraan bevestigde bakje met grote snelheid naar beneden stortte. Van de vier inzittenden kwamen er twee om het leven, de andere twee raakten zwaargewond.

## Kermismusea
In Bergen op Zoom is een kermismuseum met miniatuurattracties, gevestigd in het 15e-eeuwse stadspaleis, het Markiezenhof. Bergen op Zoom is vanouds de woonplaats van veel kermisexploitanten, omdat zowel de eerste als de laatste jaarmarkt van het seizoen in die plaats werd gehouden.
In Steenwijk is het Kermis- en Circusmuseum gevestigd, met een vrij groot aantal miniatuurattracties en een beperkter aantal oude gokspellen.
In Hilvarenbeek bevindt zich het Kermismuseum Soet & Vermaeck. Dit museum is overdekt in de kelderverdieping van Museum Dansant. Het heeft kermisattracties op ware grootte en richt zich op het kermisgebeuren uit het begin van de 20e eeuw.